# Occidryas malcolmi
Occidryas malcolmi är en fjärilsart som beskrevs av Gunder 1927. Occidryas malcolmi ingår i släktet Occidryas och familjen praktfjärilar. Inga underarter finns listade i Catalogue of Life.